# Langue des signes albanaise
La langue des signes albanaise est une langue des signes utilisée par les sourds et leurs proches en Albanie. Elle est reconnue par le gouvernement albanais depuis décembre 2014. Il est lié à d'autres langues des signes balkaniques voisines.

## Histoire
Le gouvernement albanais reconnaît la langue des signes albanaise.